# 아그니 5
아그니 5는 인도 최초의 ICBM이다. IRBM인 아그니 3를 업그레이드한 것이다. 2018년 실전배치되었다.

## 시험발사
2016년 12월 26일 11시 5분, 인도 국방연구개발기구(DRDO)는 동부 오디샤 주 압둘 칼람 섬에서 자체개발한 아그니-5 미사일을 이동발사대에서 시험발사했다. DRDO는 2012년 4월 아그니-5의 첫 발사 시험을 했으며 이번이 4번째이자 실전 배치를 앞둔 마지막 시험이라고 밝혔다.
아그니-5가 실전 배치되면 인도는 미국, 러시아, 영국, 프랑스, 중국에 이어 6번째 ICBM 보유국 지위를 확보하게 된다.
중국, 러시아, 유럽 대부분의 지역을 타격 가능하다. 미국은 불가능.
인도는 1974년과 1998년 핵실험에 성공하면서 사실상 핵무기 보유국으로 국제사회에서 인정받고 있다.
2018년 6월 3일, 아그니 5호의 6번째 시험발사에 성공했다. 인도 동부 오디샤주 압둘칼람 섬에서 오전 9시 45분에 성공적으로 시험 발사했다.

## 미래

### MIRV
2-10개의 MIRV 다탄두가 탑재될 것이다. 각각의 탄두는 수백 km 떨어진 다른 목표물을 핵공격할 것이다. 모든 핵탄두가 한 곳만 집중 공격할 수도 있다. DRDO에 따르면, 다탄두로 하면 전체 탄두중량이 무거워 질 것이다. 각 탄두는 400 kg 무게이며, 5발일 경우 탄두중량은 2톤이 될 것이다.

## 대한민국
2018년 발사예정인 한국의 한국형발사체 시험발사체는 무게 53톤의 2단 액체 연료 로켓이다. 무게 50톤인 인도의 아그니 5호 ICBM과 무게가 비슷하다.

## 같이 보기
- 인도의 대량살상무기
- 핵무기 목록
- 핵무기 보유국